# Peter Copmann
Peter Copmann (25. februar 1794 i Rudkøbing – 1850 på Guadeloupe , formentlig under jordskælv) var maler.
Copmann tog undervisning Kunstakademiet i København en kort tid, efter at have virket for egen hånd i 7 år, og udstillede 1819 og 1820 nogle portrætter i pastel. Snart efter rejste han til Hamborg, hvor han en del år ernærede sig som portrætmaler, mest i pastel. Han må derfra have gjort rejser til Dresden, thi han udstillede flere gange kopier efter arbejder i denne stads malerisamling af Mengs, Dolci, Rubens osv. En fri kopi efter den hellige Cecilie af Carlo Dolci gjorde 1829 megen lykke i Hamborg og blev 1832 udstillet i København. Senere opholdt han sig i Bremen og søgte derfra at vække Akademiets opmærksomhed for en opfindelse af ham, der ved hermetisk at forbinde glasset med billedet skulle tjene til fuldstændigt at beskytte pastelmalerier mod fordærvelse af fugtighed, støv og deslige. I 1832 eller 33 flyttede han atter til København og udstillede i begge disse år nogle portrætter og kopier, hvoraf et portræt af Rubens kone, kopi efter Rubens blev købt til Den Kongelige Malerisamling. Senere udstillede han ikke mere og siges at være rejst til Nordamerika.

## Reference
1. ↑  Kunstindeks Danmark & Weilbachs kunstnerleksikon

## Eksterne henvisninge
- Wikimedia Commons har flere filer relateret til Peter Copmann

- Peter Copmann på Kunstindeks Danmark/Weilbachs Kunstnerleksikon